# Bharti Foundation
La Bharti Foundation è il braccio filantropico della Bharti Enterprises, una conglomerata indiana con sede a New Delhi. Conduce programmi per l'istruzione gratuita per bambini e giovani disagiati con una focalizzazione speciale sulle ragazze. Il Satya Bharti School Program, iniziato nel 2006, è il programma più ambizioso della fondazione.
L'organizzazione ha sede a Gurgaon, India, ed è gestita da un comitato direzionale con 16 membri, inclusi i presidenti Sunil Bharti Mittal e Rakesh Mittal. Ha conquistato diversi premi per i suoi programmi di corporate social responsibility, fra cui: Global CSR Award, Asian CSR Award, The Indian Education Award e World Education Award.